# Wilhelm Reetz
Wilhelm Reetz (geboren 2. November 1887 in Göttingen; gestorben 4. Februar 1946 im Speziallager Buchenwald) war ein deutscher Kunstmaler und Journalist.

## Leben
Wilhelm Reetz wurde als Sohn des Architekten Eugen Friedrich Wilhelm Reetz und seiner Ehefrau Dorothee Runtzler in Göttingen geboren.
Nach dem Abitur in Göttingen studierte Wilhelm Reetz seit 1906 an der Kunsthochschule Berlin. Dort wurde er 1906 Mitglied der Berliner Burschenschaft Franconia. Parallel zum Studium, das er zeitweise in Prag und Göttingen fortsetzte, ließ er sich zum Kunstmaler ausbilden und war seit 1911 Kunstmaler in Berlin-Halensee.
Am 17. September 1913 heiratete er in Berlin Margarete Panofsky, Tochter des aus einer jüdischen Familie stammenden Juristen und Privatdozenten Arthur Panofsky und dessen Frau Marie Gregor. Die Ehe wurde am 20. Juni 1936 geschieden.
Am Ersten Weltkrieg nahm er als Vizefeldwebel und zuletzt als Offizier teil und wurde mit dem Eisernen Kreuz I. und II. Klasse sowie dem Verwundetenabzeichen ausgezeichnet. Seit 1920 war er als Kunstmaler in Berlin-Pankow und später in Berlin-Südende tätig. 1922 wurde er Ehrenbursch der Burschenschaft Constantia Prag. Zum 1. Mai 1933 trat er der NSDAP bei (Mitgliedsnummer 2.597.388). Bis 1934 war er Bildredakteur der Illustrierten Koralle. Anschließend war er Schriftleiter des Reichssportblatts, 1936 stand er zusammen mit seinem Berliner Kollegen Fred Krüger der Olympia-Zeitung, dem amtlichen Blatt des Propaganda-Ausschusses für die Olympischen Spiele, vor.
Von 1940 bis 1942 war er stellvertretender Hauptschriftleiter (Chefredakteur) und Leiter der Bildredaktion der NS-Wochenzeitung Das Reich. Von 1942 bis 1944 war er Hauptschriftleiter der NS-Auslandspropaganda-Illustrierten Signal. Nach dem Krieg wurde er von der sowjetischen Besatzungsmacht verhaftet und war in drei Speziallagern: bis 29. Juni 1945 in Sachsenhausen, danach in Landsberg (Warthe) und ab Januar 1946 in Buchenwald, wo er am 4. Februar 1946 verstarb.

## Werke

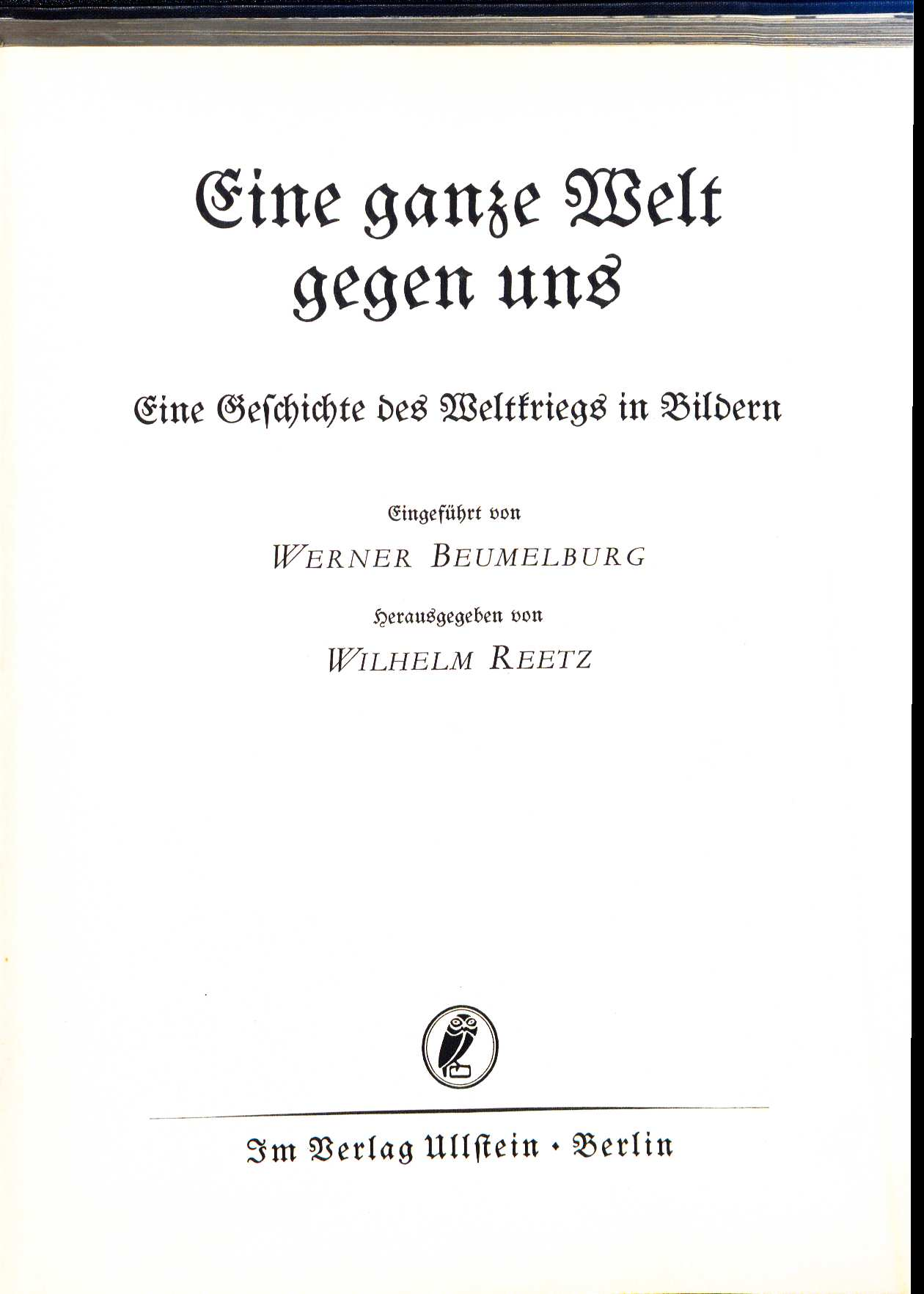
Eine ganze Welt gegen uns (1934)

- Heinrich Brühl (Hrsg.): Flämische Erzähler. Mit 7 Bildern von Wilhelm Reetz. Hamburg-Großborstel 1916.
- Gustav W. Eberlein: Pelzmärtel. Ein Nürnberger Spielzeugroman. Nach dem Italienischen von Teresah.[9] Berlin, Scherl Verlag, 1925 (mit Illustrationen von Wilhelm Reetz).
- Karl Ferdinand van Vleuten: Der Sommergarten. Ausgewählte Kinderlieder. Mit Zeichnungen von Wilhelm Reetz. Berlin 1925.
- Wilhelm Reetz (Hrsg.), Werner Beumelburg: Eine ganze Welt gegen uns. Eine Geschichte des Weltkriegs in Bildern. Ullstein, Berlin 1934.